# Aeroportul Nalchik
Aeroportul Nalchik (IATA: NAL, ICAO: URMN) este un aeroport din Nalcik, Nalchik Urban Okrug⁠(d), Cabardino-Balcaria, Rusia ce deservește zona Nalcik. Aeroportul a fost tranzitat în 2018 de 236.865 de pasageri. A fost numit după zona deservită.
Situat la o altitudine de 432 m, aeroportul dispune de 1 pistă. Este operat de Elbrus-Avia⁠(d).

## Infrastructură

### Piste
Aeroportul dispune de o singură pistă. Pista 06/24 are suprafața de asfalt și dimensiunile 2.200 m × 45 m. 